# Vicenta Cruzata
Vicenta Cruzata (Cuba) é uma ex-ginasta cubana, que competiu em provas de ginástica artística.
Cruzata fez parte da equipe cubana que disputou os Jogos Pan-americanos da Cidade do México, no México. Neles, foi membro da seleção vice-campeã por equipes, ao superar as canadenses e não ultrapassar a nota das norte-americanas. Individualmente, subiu ao pódio, empatada com a estadunidense Roxanne Pierce, na prova do solo, conquistada pela também norte-americana Ann Carr. Quatro anos mais tarde, conquistou nova medalha de prata na disputa por equipes dos Jogos de San Juan e obteve como melhor qualificação do individual geral, o 16º lugar.